# مهدی فخیم‌زاده
مهدی فخیم‌زاده (زادهٔ ۲۰ تیر ۱۳۲۱ در تهران) بازیگر، کارگردان، فیلمنامه‌نویس و تهیه‌کننده اهل ایران است.

## زندگی هنری
فخیم‌زاده متولد ۱۳۲۱ محله درخونگاه تهران است. وی فعالیت‌های هنری خود را با تئاتر در سال ۱۳۴۹، و فعالیت سینمایی را با بازی در فیلم تپلی، ساختهٔ رضا میرلوحی آغاز کرد. او همچنین لیسانس زبان و ادبیات فرانسه از دانشگاه تهران دارد و فارغ‌التحصیل دانشکدهٔ هنرهای دراماتیک تهران است. او در سریال مختارنامه نقش عمر ابن سعد را بازی کرد.
وی چند نقد سینمایی در مجله فیلم نوشته است. فخیم‌زاده در رشتهٔ ورزشی کاراته دارای دان ۶ است.

## فیلم‌شناسی

### سینما
- ۱۳۵۱خانواده سرکار غضنفر (بازیگر)
- ۱۳۵۱ تپلی (بازیگر)
- ۱۳۵۲ مکافات (بازیگر)
- ۱۳۵۲ زن باکره (بازیگر، دستیار کارگردان)
- ۱۳۵۳ یاور (بازیگر)
- ۱۳۵۳ اسرار گنج دره جنی (بازیگر)
- ۱۳۵۴ هم‌خون (بازیگر)
- ۱۳۵۴ مجازات (بازیگر، نویسنده، کارگردان)
- ۱۳۵۴ کمین (بازیگر، نویسنده)
- ۱۳۵۴ پلنگ در شب (بازیگر)
- ۱۳۵۴ حسرت (نویسنده)
- ۱۳۵۵ پیش‌کسوت (بازیگر، نویسنده)
- ۱۳۵۵ پشمالو (بازیگر، نویسنده، کارگردان)
- ۱۳۵۶ در شهر خبری نیست (کارگردان، تهیه‌کننده)
- ۱۳۵۶ هزار بار مردن (بازیگر)
- ۱۳۵۶ فری دست قشنگ (بازیگر، نویسنده، کارگردان)
- ۱۳۵۶ غربتی‌ها (بازیگر)
- ۱۳۵۷ زخم خنجر رفیق (بازیگر)
- ۱۳۵۷ به دادم برس رفیق (بازیگر، نویسنده، کارگردان، تهیه‌کننده)
- ۱۳۶۰ میراث من جنون (بازیگر، نویسنده، کارگردان، تهیه‌کننده)
- ۱۳۶۰ اشباح (بازیگر، طرح اولیه داستان)
- ۱۳۶۲ زخمه (بازیگر)
- ۱۳۶۲ خاک و خون (بازیگر)
- ۱۳۶۲ تفنگدار (بازیگر)
- ۱۳۶۳ فرار (بازیگر)
- ۱۳۶۴ جدال (بازیگر)
- ۱۳۶۴ تشریفات (بازیگر، نویسنده، کارگردان)
- ۱۳۶۶ مسافران مهتاب (بازیگر، نویسنده، کارگردان، تهیه‌کننده)
- ۱۳۶۶ بهار در پاییز (بازیگر، نویسنده، کارگردان)
- ۱۳۶۷ تپش (نویسنده، کارگردان)
- ۱۳۶۸ خواستگاری (نویسنده، کارگردان، طراح لباس)
- ۱۳۶۹ رنو تهران - ۲۹ (بازیگر)
- ۱۳۷۰ شتاب‌زده (بازیگر، نویسنده، کارگردان، تهیه‌کننده، طراح صحنه و لباس)
- ۱۳۷۰ ساده‌لوح (نویسنده، کارگردان، طراح صحنه و لباس)
- ۱۳۷۲ تاواریش (بازیگر، نویسنده، کارگردان، تهیه‌کننده)
- ۱۳۷۲ همسفر (نویسنده، کارگردان)
- ۱۳۷۲ همسر (نویسنده، کارگردان)
- ۱۳۷۶ کلید ازدواج (مشاور فیلم‌نامه)
- ۱۳۸۲ هم‌نفس (بازیگر، نویسنده، کارگردان)
- ۱۳۸۳ ازدواج به سبک ایرانی (مشاور کارگردان)
- ۱۳۹۲ آذر، شهدخت، پرویز و دیگران (بازیگر)
- ۱۳۹۶ به وقت خماری (بازیگر)
- ۱۳۹۶ سوء تفاهم (بازیگر)
- ۱۳۹۷ مشت آخر (کارگردان، نویسنده، بازیگر)

### تلویزیون
| سال        | نام مجموعه     | سمت              |
| ---------- | -------------- | ---------------- |
| اکنون–۱۳۹۸ | سلمان فارسی    | بازیگر           |
| ۱۴۰۲       | بازپرس         | بازیگر           |
| ۱۳۹۵       | علی‌البدل       | بازیگر           |
| ۱۳۹۳       | فوق سری        | بازیگر، کارگردان |
| ۱۳۹۱       | تکیه بر باد    | بازیگر           |
| ۱۳۸۹       | ساختمان ۸۵     | بازیگر، کارگردان |
| ۱۳۸۸–۱۳۸۳  | مختارنامه      | بازیگر           |
| ۱۳۸۶       | بی‌صدا فریاد کن | بازیگر، کارگردان |
| ۱۳۸۴       | حس سوم         | بازیگر، کارگردان |
| ۱۳۸۲       | هم نفس         | بازیگر، کارگردان |
| ۱۳۸۰       | خواب و بیدار   | بازیگر، کارگردان |
| ۱۳۷۹       | ولایت عشق      | بازیگر، کارگردان |
| ۱۳۷۵       | تنهاترین سردار | بازیگر، کارگردان |

## جوایز و افتخارات
- دیپلم افتخار بهترین فیلم‌نامه برای فیلم شتاب‌زده، دهمین جشنواره فیلم فجر، ۱۳۷۰[۳]
- تقدیر برای نوشتن فیلم‌نامه برای فیلم همسر، دوازدهمین جشنواره فیلم فجر، ۱۳۷۲[۴]
- تقدیر به عنوان بهترین بازیگر نقش مکمل مرد، برای بازی در فیلم تاواریش، دوازدهمین جشنواره فیلم فجر، ۱۳۷۲[۵]
- انتخاب فیلم همسر – ۱۳۷۲ به عنوان چهارمین فیلم سال در نهمین دوره منتخب نویسندگان و منتقدان در سال ۱۳۷۳